# Xestia friederikae
Xestia friederikae là một loài bướm đêm trong họ Noctuidae.